# كاتلين سانشيز
كاتلين سانشيز (بالإنجليزية: Caitlin Sanchez)‏ هي ممثلة أمريكية، ولدت في 17 يناير 1996 في إنغلوود في الولايات المتحدة.

## أعمال

### مسلسلات
- مغامرات دورا

## وصلات خارجية
- كاتلين سانشيز على موقع IMDb (الإنجليزية)
- كاتلين سانشيز على موقع قاعدة بيانات الفيلم (الإنجليزية)